# Chadian, Tianjin
Chadian är ett stadsdelsdistrikt i Kina. Det ligger i storstadsområdet Tianjin, i den norra delen av landet, omkring 49 kilometer öster om stadens centrum.